# Quận Mitchell, North Carolina
Quận Mitchell là một quận nằm ở tiểu bang Bắc Carolina.  Tại thời điểm năm 2000, quận có dân số 15.687 người. Quận lỵ đóng ở Bakersville6.  
Quận được lập ngày năm 1861 từ các khu vực của quận Burke, quận Caldwell, quận McDowell, quận Watauga, và quận Yancey. Quận được đặt tên theo Elisha Mitchell.

## Địa lý
Theo Cục điều tra dân số Hoa Kỳ, quận có tổng diện tích 222 dặm Anh vuông (575 km²), trong đó, 221 dặm Anh vuông (574 km²) là diện tích đất và 1 dặm Anh vuông (2 km²) trong tổng diện tích (0,32%) là diện tích mặt nước.

### Các thị trấn
Quận được chia thành 10 xã: Bakersville, Bradshaw, Cane Creek, Fork Mountain-Little Rock Creek (previously two separate townships), Grassy Creek, Harrell, Poplar, Red Hill, Snow Creek, và Spruce Pine.

### Các quận giáp ranh
- Quận Carter, Tennessee - Bắc-đông bắc
- Quận Avery, Bắc Carolina - Đông bắc
- Quận McDowell, Bắc Carolina - Nam
- Quận Yancey, Bắc Carolina - Tây nam
- Quận Unicoi, Tennessee - Bắc-tây bắc

### Các khu bảo tồn quốc gia
- Blue Ridge Parkway (một phần)
- Pisgah National Forest (một phần)

## Thông tin nhân khẩu
Theo cuộc điều tra dân số2 tiến hành năm 2000, quận này có dân số 15.687 người, 6.551 hộ, và 4.736 gia đình sinh sống trong quận này. Mật độ dân số là 71 người trên mỗi dặm Anh vuông (27/km²). Đã có 7.919 đơn vị nhà ở với một mật độ bình quân là 36 trên mỗi dặm Anh vuông (14/km²).  Cơ cấu chủng tộc của dân cư sinh sống tại quận này gồm 97,87% người da trắng, 0,22% người da đen hoặc người Mỹ gốc Phi, 0,45% người thổ dân châu Mỹ, 0,20% người gốc châu Á, 0,66% từ các chủng tộc khác, và 0,60% từ hai hay nhiều chủng tộc.  1,98% dân số là người Hispanic hoặc người Latin thuộc bất cứ chủng tộc nào.
Có 6,551 hộ trong đó có 27,40% có con cái dưới tuổi 18 sống chung với họ, 60,90% là những cặp kết hôn sinh sống với nhau, 8,10% có một chủ hộ là nữ không có chồng sống cùng, và 27,70% là không gia đình. 25,20% trong tất cả các hộ gồm các cá nhân và 12,00% có người sinh sống một mình và có độ tuổi 65 tuổi hay già hơn.  Quy mô trung bình của hộ là 2,37 còn quy mô trung bình của gia đình là 2,82,
Phân bố độ tuổi của cư dân sinh sống trong huyện là 21,20% dưới độ tuổi 18, 6,80% từ 18 đến 24, 26,40% từ 25 đến 44, 27,10% từ 45 đến 64, và 18,60% người có độ tuổi 65 tuổi hay già hơn.  Độ tuổi trung bình là 42 tuổi. Cứ mỗi 100 nữ giới thì có 95,60 nam giới. Cứ mỗi 100 nữ giới có độ tuổi 18 và lớn hơn thì, có 92,30 nam giới.
Thu nhập bình quân của một hộ ở quận này là $30.508, và thu nhập bình quân của một gia đình ở quận này là $36.367, Nam giới có thu nhập bình quân $26.550 so với mức thu nhập $20.905 đối với nữ giới. Thu nhập bình quân đầu người của quận là $15.933, Khoảng 10,70% gia đình và 13,80% dân số sống dưới ngưỡng nghèo, bao gồm 17,20% những người có độ tuổi 18 và 16,40% là những người 65 tuổi hoặc già hơn.

## Thành phố và thị trấn
- Bakersville
- Spruce Pine